# Pteronemobius kinurae
Pteronemobius kinurae är en insektsart som först beskrevs av Tokuichi Shiraki 1911.  Pteronemobius kinurae ingår i släktet Pteronemobius och familjen syrsor. Inga underarter finns listade i Catalogue of Life.